# トレック・バイシクル

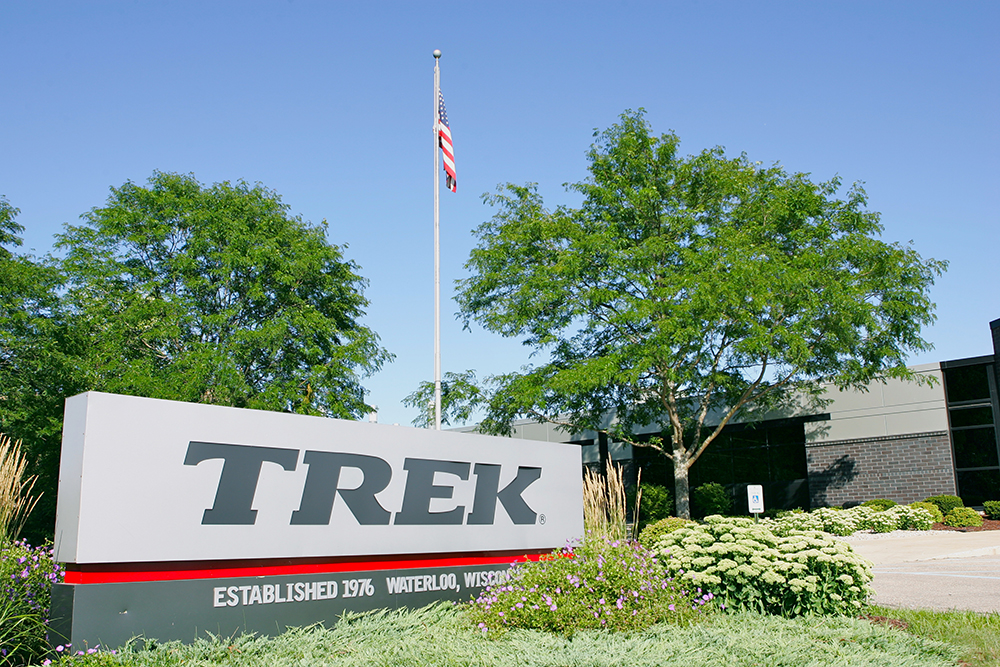
トレック・バイシクル ウォータールー本社

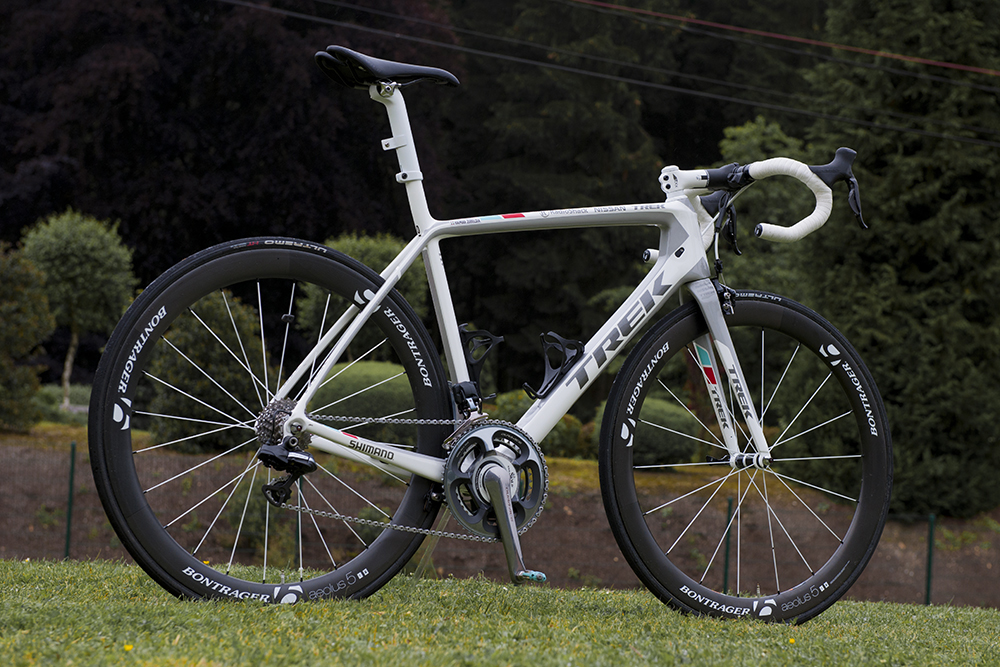
2013 Madone 7 RadioShackチーム仕様

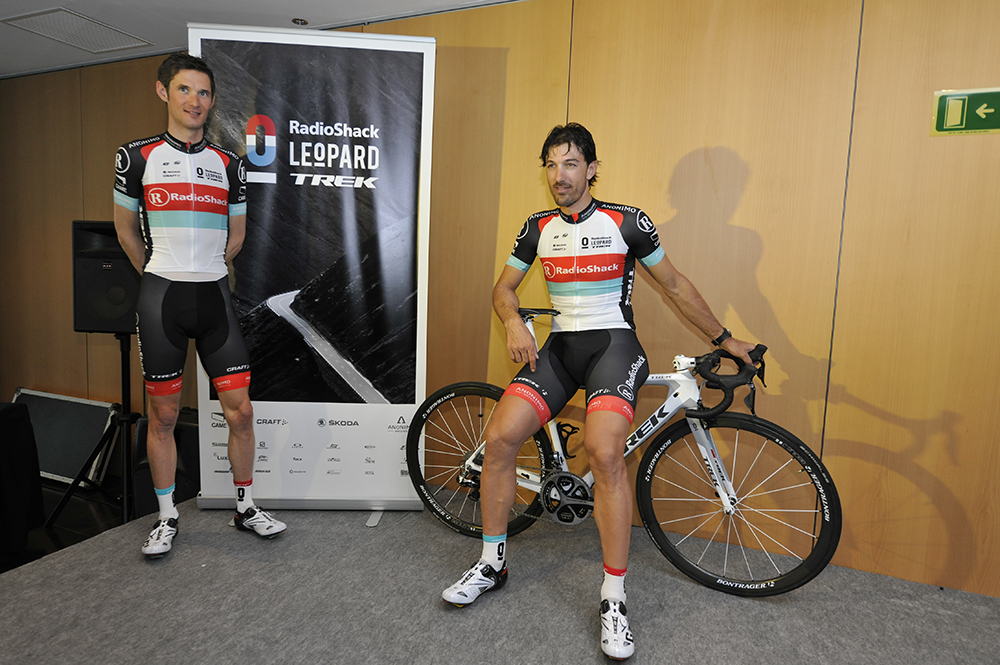
チーム仕様のバイクを持つファビアン・カンチェラーラとフランク・シュレク

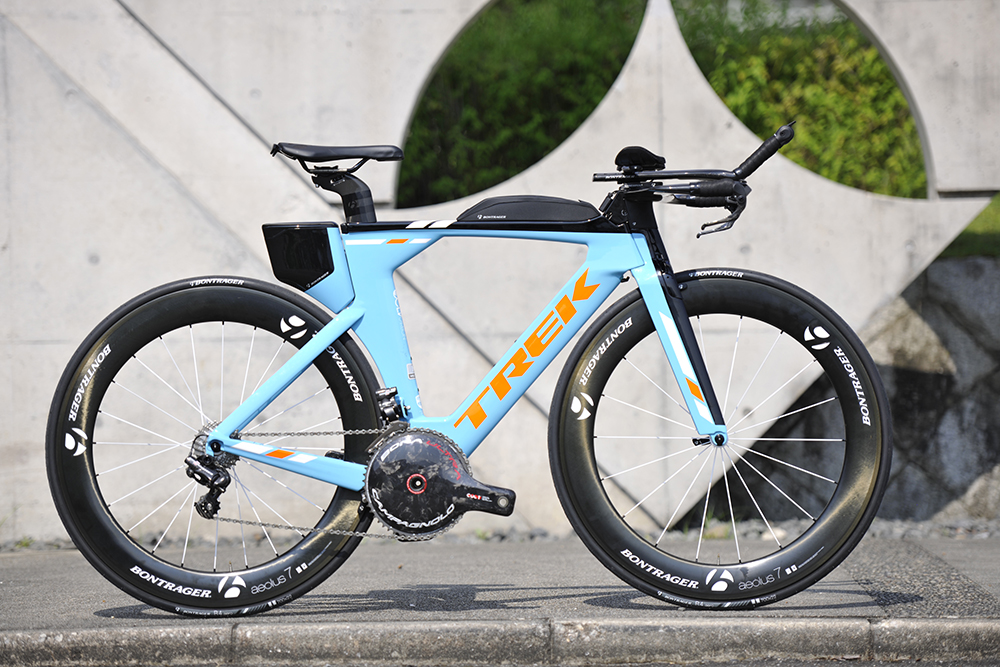
TTバイクのスピードコンセプト

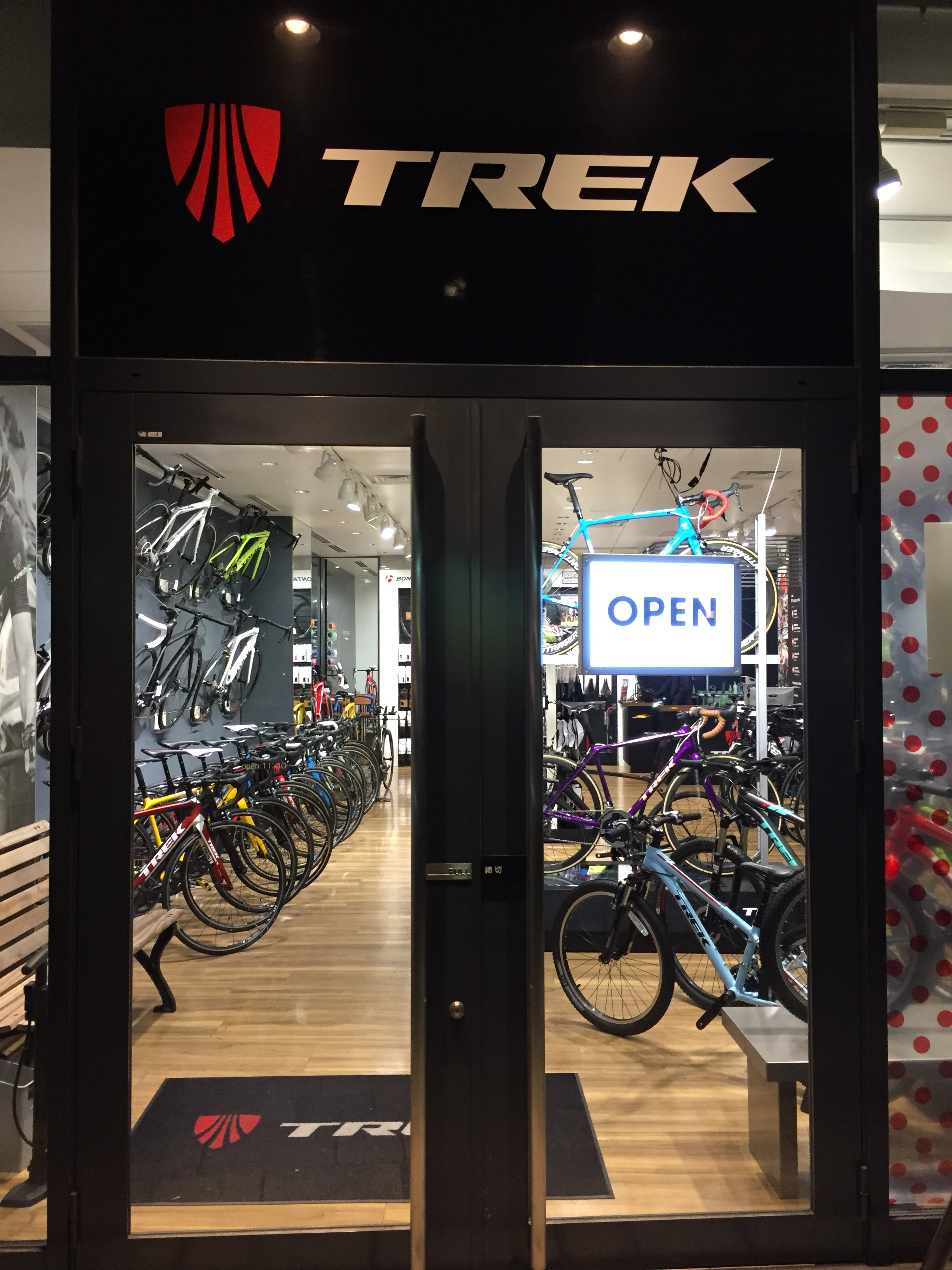
六本木ヒルズにある直営店

トレック・バイシクル（英語: Trek Bicycle Corporation ）はアメリカ・ウィスコンシン州ウォータールーに本社・工場がある総合自転車メーカーである。単にトレックと呼ぶことが多い。
傘下のフレームメーカーにGary Fisher、パーツメーカーにbontragerを持っている。アパレルは自社ブランドトレック以外にナイキを扱っていたがナイキの扱いは2007年をもって終了した。

## 概要
トレックバイシクルコーポレーションは世界最大規模の自転車の製造・販売メーカーであり、ゲーリー・フィッシャーやボントレガーなどを傘下に持つ。2008年まではレモンとクラインも傘下に入っていた。アメリカ合衆国ウィスコンシン州ウォータールーに本社を置き、北米で1,700以上の販売店を通して自転車の販売を行い、ヨーロッパやアジアの子会社と代理店などを合わせて、全世界90ヵ国以上で販売を行っている。
ハイエンドフレームは本社のあるウィスコンシン州ウォータールーで製造され、ウィスコンシン州ホワイトウォーターで組み立てられる。ミドルレンジから下の大部分のモデルは台湾、中国にある工場でTREK USAのエンジニアによる設計、クオリティコントロールの元で製造される。

## 歴史

### 1975年 - 1979年 創成期
1975年12月、ディック・バークとベビル・ホッジがミルウォーキーの電化製品販売業者であるロスコーポレーションの完全子会社としてトレックバイシクルをウォータールーで創業する。1976年、トレックは5人の従業員で、当時日本製とイタリア製のフレームが独占していたミドル - ハイエンドモデルの市場をターゲットにしたスチール製のツーリングバイクフレームの製造をウィスコンシン州ウォータールーで開始した。トレックが初年度に製造した手製のフレームセットは900台で、すべて$200以下で販売された。同年トレックバイシクルは法人化した。1977年にミネソタ州リッチフィールドのペンサイクルが世界初のトレック販売店になった。創業から3年でトレックの売り上げは$2,000,000に達していた。

### 1980年 - 1984年 本格的なビジネスへ参入
1970年代後半になると注文の増加に対して製造が追いつかなくなり、売り上げが頭打ちになった。その後数年間トレックは初期の倉庫を拡張することで事態に対応していたが、1980年にウォータールー郊外の2400㎡の土地を開墾し、トレック本社を建設した。後に設立者の一人であるディック・バークは「あの本社を建てるまで我々のやっていたことはビジネスと呼べるものではなかった。」と語っている。生産ラインを拡大したトレックは完成車の生産にも着手し、1982年にロードレース用自転車の生産を開始し、「750」や「950」といったモデルを市場に送り出した。1983年にトレックにとって初めてのマウンテンバイクとなる「850」が発表された。1984年、トレックはアフターマーケットパーツとアクセサリーの生産を開始し、トレックコンポーネントグループ（TCG）部署を設立した。

### 1985年 - 1991年 テクノロジーフロンティア
1985年、宇宙航空産業（アランやヴィータスなどの自転車会社の技術も）の力を活用して、トレックは初となるアルミニウムバイクフレーム「2000」を開発した。
接着アルミフレームの開発はトレックのように溶接スチールフレームを手作業で作っていた会社の生産ラインの脆弱性を明らかにした。トレックは接着フレームを大量生産するために生産ラインを見直した。生産ラインの見直しによってロードバイク「2000」で成功を収めた1年後、3チューブのカーボンコンポジットフレーム「2500」でも成功を収めた。この「2500」からトレックのカーボンフレーム製造が始まった。カーボンモデルの製造が始まった同じ年にトレックは注文数の増加に対応するために、ウォータールーの本社工場を7000㎡増設した。1988年、トレックはサイクリングアパレル市場に参入するために「トレックウェア」を設立した。その一年後、トレックは海外市場へも進出し、イギリスとドイツに支店を設立した。同年、トレックはエントリー層や子ども用バイクを生産する「ジャズバイク」を設立した。「ジャズバイク」のデザインはトレック本社で行われ、製造は台湾で行われた。「ジャズバイク」の生産は1993年中止されている。1989年、トレックは初となるカーボン成型フレーム「5000」を発表した。カーボンモノコックフレームの「5000」（カーボンモノコックフレームと接着アルミフォーク）の発表された重量は1.5kgだった。
1990年、トレックはマウンテンバイクの快適性能とロードバイクのスピード性能を併せ持ったハイブリッドバイク「マルチトラック」を発表した。同年、トレックのキッズバイクも発表された。1991年、トレック初となる自社運営の店舗をウィスコンシン州マディソンの近郊にオープンした。自社運営店舗はトレックの全ラインナップを展示するだけでなく、店舗運営の経験のない社員のトレーニングの場として活用された。自社運営店舗では製品とマーケティングのアイデアもテストされ、成功したものは全米で販売された。

### 1992年 - 1996年 OCLVと関連企業の吸収合併
1990年代初頭、トレックのテクノロジー部署マネージャーのボブ・リードはソルトレイクシティで開催された航空宇宙産業展に参加し、成型金型会社「ラディアスエンジニアリング」の成型技術に出会った。その出会いはリードにトレックの将来は強靭で軽いカーボンフレームの製造にかかっていると確信させた。「5000」の時の経験を活かし、トレックは自社工場内に大がかりなカーボンフレームの製造ラインを導入し、1992年、トレックはOCLVカーボンを使用した初めての完全自社製造カーボンフレーム「5500」と「5200」を発表した。OCLVはOptimum Compaction, Low Void（超高密度圧縮、超低空隙率）の略で、航空宇宙産業で使用されるカーボン技術をしのぐトレック独自の技術である。フレーム重量1.11kgの「5500」は世界最軽量のロードバイクフレームとなった。OCLVカーボンを使用したフレームの製造のためにトレックは本社工場を再度増設し、13,000㎡の新たな工場が新設された。1992年には同じくトレック初となるT3Cサスペンションシステムを採用したフルサスペンションバイク「9000シリーズ」も発表された。
1993年、トレックは1.29kgという世界最軽量でトレック初となるカーボンフレームマウンテンバイクである「9800」と「9900」を発表した。同年、トレックはマウンテンバイクの生みの親として知られ、オフロードサイクリング界で最も人気のあったゲーリー・フィッシャーの名前を冠したゲーリー・フィッシャーマウンテンバイクを買収した。フィッシャーはゲーリー・フィッシャーマウンテンバイクを1983年に創業し、1991年に自らの社長のポジションを残したまま、自社を台湾のアンレン社に売却した。1992年にニシキ、アズキ、クワハラといった自転車を米国へ輸入していたホーウィ・コーエンの助けを借り、18ヵ月後にフィッシャーをトレックに売却した。
1994年、トレックは当時伸び盛りだったホームフィットネス市場に参入し、トレックのフィットネスマシン「エクササイクル」を発表した。1996年にトレックはエクササイクルの生産を中止し、自社のフィットネス部門をビジョンフィットネスとして独立させた。1995年、トレックは従来の自転車のデザインとは全く異なる「Yバイク」を発表した。「Yバイク」は好調に売れ、著名な機械工学雑誌でデザイン賞とエンジニア賞を受賞した。同じく1995年、トレックは幅広い顧客の要望に応え、市場のシェアを拡大させるために、付加価値の高いアルミバイクを製造していたワシントン州チェホールズのクラインバイクとカリフォルニア州サンタクルスで自転車用コンポーネントと手製のスチールフレームを製造していたボントレガーサイクルを買収した。また、3度のツール・ド・フランス覇者であり、アメリカ人として初めてツール・ド・フランスを制したグレッグ・レモンがデザイン、製造、販売していたレモンサイクルと長期ライセンス契約を結んだ。1995年はトレックがウィスコンシン州ホワイトウォーターに最新鋭の組立工場を建設し、ウォータールーの工場をフレームの製造だけに集中させた年でもあった。

### 1997年 - 2005年 アームストロングと自社の更なる拡張
1997年、トレックは自社がスポンサーを務めていたUnited States Postal Service Pro Cycling Teamと元ロードレース世界王者のランス・アームストロングの契約を支援した。アームストロングは1999年にトレックの「5500」に乗ってツール・ド・フランスで初優勝し、アメリカン製の自転車に乗って、ツール・ド・フランスを制した初のアメリカ人となった。その後アームストロングはトレックの自転車に乗って7年連続でツール・ド・フランスを制覇した。しかし2012年、アームストロングのツール・ド・フランスでの勝利はドーピング違反によって取り消された。
1998年、トレックはテクノロジー開発に従事していたエンジニアを集め、アドバンスド・コンセプト・グループ（ACG）を設立した。ACGによって生み出されたトレックの最先端テクノロジーを採用した製品はツール・ド・フランスで勝利を重ねていたランス・アームストロングによって使用され、世間に広まった。トレックを代表する一台であるマドン（2003年）の最初の一台もその中の一つで、アームストロングがトレーニングや製品テストに使用したフランスの町メントンを起点とする12㎞の峠道「Col de la Madone」から命名された。タイムトライアルバイクのTTX（2005年）も同じくアームストロングによって世間に広まった。同年（1998年）トレックはアイルランドのカーローにヨーロッパ初となる製造拠点をオープンし、フレームやホイールの組立を行った。カーローの工場はトレックがヨーロッパの製造拠点をドイツのハーマンスドルフにオープンした2004年後半に閉鎖された。
2000年、女性サイクリストからの要望に応えるためにトレックはWomen’s Specific Design (WSD)バイクとアクセサリーを発表した。WSDモデルは女性専用に設計され、アパレルのサイズや見た目も女性に適したものが開発された。2001年秋、トレックはユーザーが自分の好きなペイントスキームやコンポーネントを選択できるカスタムバイクプログラム「プロジェクトワン」を発表した。
2002年12月、新しい市場の開拓を狙って、トレックは北米やヨーロッパでの高級でパフォーマンスの高い自転車の旅を提供するトレックトラベルを設立した。2007年1月にトレックトラベルはトレックから独立した。別会社となった後もトレックとトレックトラベルの良好な関係は続いている。
2003年、トレックはスイスの自転車会社Villigerとドイツで最も古い自転車会社のDiamantを買収した。この買収によってトレックはヨーロッパで重要な市場であるトレッキングバイク市場への足掛かりを得た。またこの買収によって、トレックはドイツのハーマンズドーフにあったVilliger-Diamantの工場の所有権を得た。トレックの世界的な拡張は2005年も続き、中国の北京に販売店舗を2つオープンし、中国国内20の代理店と販売契約を結んだ。同じく2005年、トレックはウォータールーの本社で3回目となる増設を行い、新しく増設された4,000㎡のスペースにはエンジニアリング、研究開発、マーケティング部署が入った。この増設の一環で、トレックは商品展示スペース（アトリウム）を設置し、ゲーリー・フィッシャーによって初めて制作されたマウンテンバイク、アームストロングがツール・ド・フランスを制覇した7回それぞれの年（1995-2005年）に乗っていた自転車などの歴史に残る自転車を展示している。

### 2006年 - 現在
数年間に渡るLeague of American BicyclistsとBikes Belong Coalitionへの支援後に、トレックは1 World 2 Wheels bicycle advocacy campaignを年に一回ウィスコンシン州マディソンで開催される販売店向け展示会「トレックワールド」で発表した。1 World 2 Wheelsのスローガンは「Go By Bike」でアメリカ人に3㎞以内の移動であれば車に乗るよりも自転車に乗ることを推奨している。1 World 2 Wheelsを通して、トレックはLeague of American Bicyclistsのバイシクルフレンドリーコミュニティーに$1,000,000の援助を行い、国際マウンテンバイク協会(IMBA)のTrail Solutions Servicesに$600,000を支援した。

## 技術
- ロードバイクの上位モデルのmadoneやトライアスロンバイクの上位モデルのスピードコンセプトや上位のマウンテンバイクに上は独自開発のOCLVカーボン（炭素繊維強化プラスチック）を使用しており、一般ユーザーだけでなくプロ選手からも高く評価されている。この技術は航空宇宙産業に匹敵する。
- 個人がカスタムしたフレームカラーやアウターケーブル、コンポネート、ヘッド、シート、ステム、ハンドル、タイヤ、ホイールを選ぶことができるProject Oneというシステムを持っている。

## 大会
- 2007年と2009年にツール・ド・フランス、2008年にジロ・デ・イタリアとブエルタ・ア・エスパーニャを制し、史上最速のグランツール制覇となったアルベルト・コンタドールは、これら4つのレースをmadone6.9で勝ち取っている。
- 2010年からランス・アームストロングが率いたチーム・レディオシャックがmadone6.9SSLを使用し、クリス・ホーナーがバスク一周で、ヤネス・ブライコヴィッチがクリテリウム・デュ・ドフィネで、同年にそれぞれ総合優勝している。
- 2011年からフランク、アンディのシュレク兄弟やファビアン・カンチェラーラなどが所属するチーム・レオパード・トレックがmadone6.9SSLを使用し、リーヌス・ゲルデマンがツール・ド・ルクセンブルクで同年に総合優勝している。